# Кошаров, Павел Михайлович
Павел Михайлович Кошаров (1823, село Ивановское Покровского уезда, Владимирская губерния — 26 сентября 1902 года, Томск) — русский художник, первый профессиональный художник Томска.

## Биография
Родился в семье крепостного крестьянина князя Голицына. В 1839 году получил вольную.
Обучался в Императорской Академии художеств с 1840 года (куда смог поступить по протекции Анны Александровны Голицыной) у К. Брюллова, И. Айвазовского, М. Воробьёва, вольный приходящий. В 1846 году получил свидетельство на право преподавания рисования в гимназиях; работал в Симферополе, Петербурге.
В 1848 году за написанную с натуры картину получил звание неклассного художника. В 1851 году обратился с прошением о назначении в Томскую губернскую гимназию, это назначение получил в 1854 году.
В 1877 году перешёл в Алексеевское реальное училище. В 1893 году вышел в отставку.
Неоднократно выезжал в этнографические экспедиции, в том числе с Семёновым-Тян-Шанским (1857), во время которой в Семипалатинске встречался с Ф. М. Достоевским
Был похоронен на Вознесенском кладбище в Томске.